# Shkabaj

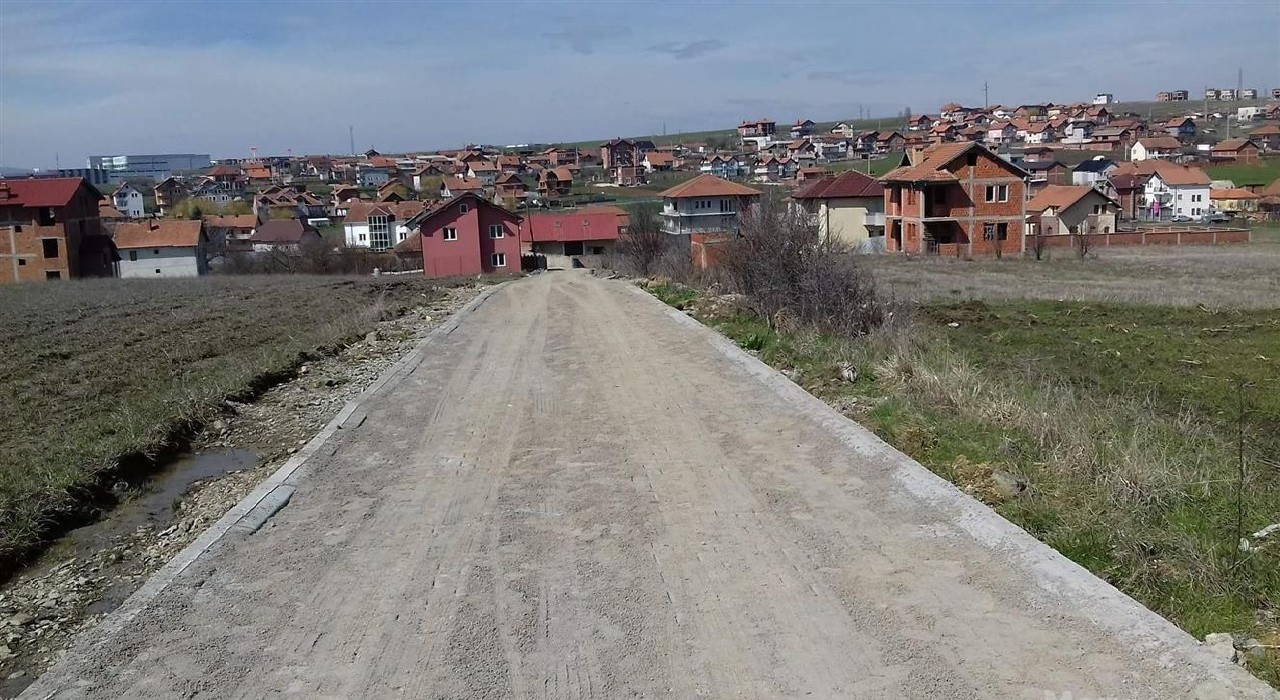
Blick auf das Dorf

Shkabaj (bis 1999 Orlloviq, serbisch Орловић Orlović) ist ein Dorf in der Gemeinde Pristina im Kosovo.

## Geschichte
Die Ortschaft entstand zwischen 1921 und 1937 als serbische Kolonie, in diesem Zeitraum siedelten sich hier 21 solcher Familien, überwiegend aus Zentralserbien, an. Ihren Namen erhielt die Ortschaft nach einem Helden aus der serbischen Nationalepik, Pavle Orlović.

## Bevölkerung
Laut der Volkszählung von 2011 hat der Ort 1035 Einwohner, die sämtlich zur Volksgruppe der Albaner zählen.
| Jahr      | 1948 | 1953 | 1961 | 1971 | 1981 | 1991 | 2011  |
| --------- | ---- | ---- | ---- | ---- | ---- | ---- | ----- |
| Einwohner | 184  | 152  | 315  | 596  | 828  | 909  | 1.035 |

## Kultur

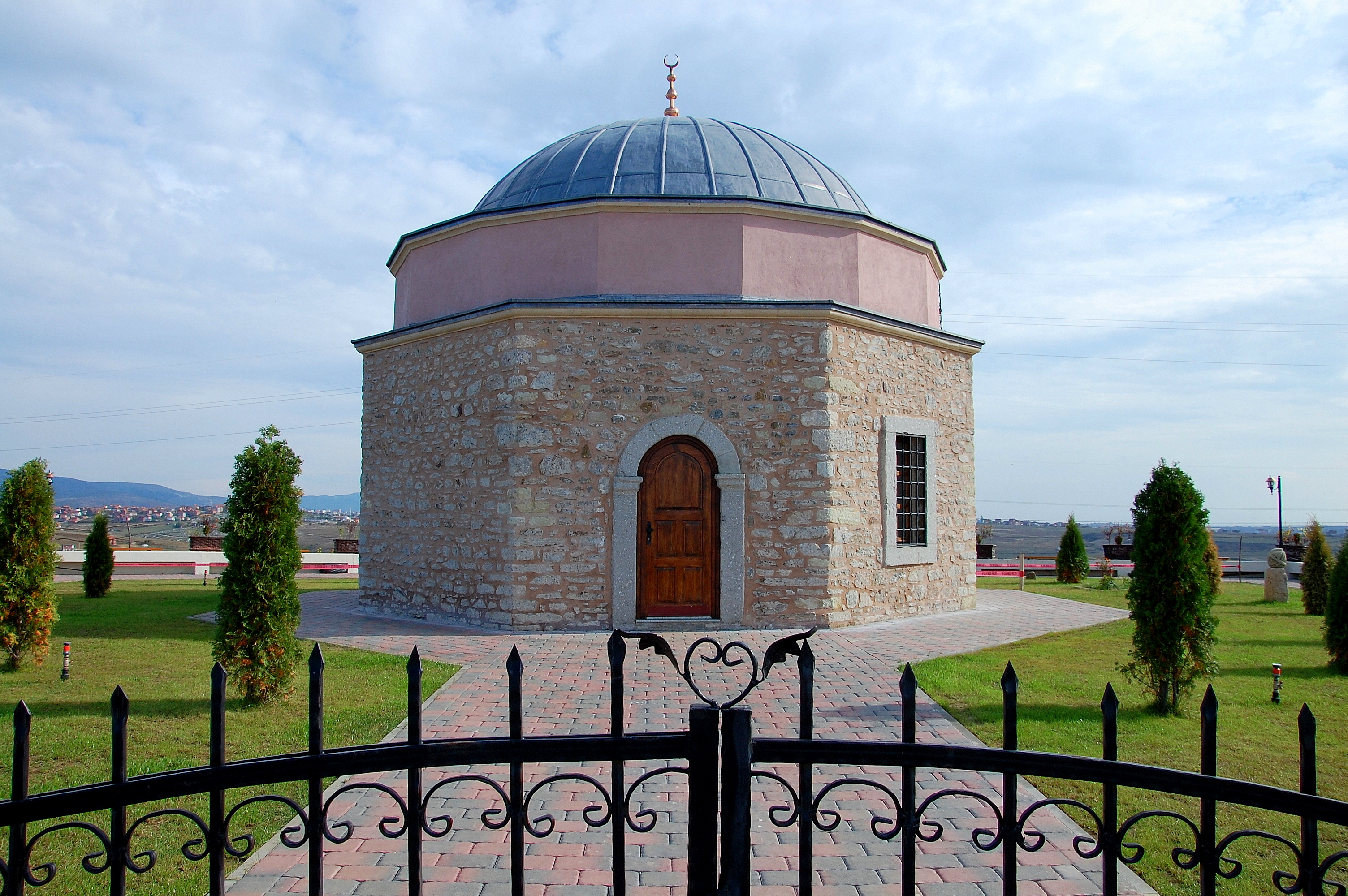
Türbe von Bajraktar

In Shkabaj befindet sich die Türbe von Bajraktar, ein als Kulturdenkmal geschütztes Mausoleum.

## Verkehr
Die Nationalstraße M-2 führt am Ort vorbei.